# Leah Partridge
Leah Partridge (Lincolnton, Georgia) es una soprano estadounidense que destaca en repertorio de bel canto y coloratura (Donizetti, Bellini, Rossini y Verdi).

## Vida
Estudió en la Mercer University y en la Universidad de Indiana ganando los concursos de Palm Beach Opera y Opera Birmingham.

## Carrera
Se destaca como intérprete de Gilda en Rigoletto, La traviata, Lucia di Lammermoor y Amina en La sonnambula de Bellini.
Ha cantado Gilda en la Deutsche Oper de Berlín (Gilda), Rosina (Atlanta), Cunegonde (Génova), Lucía (Teatro Colón de Buenos Aires), Leila (Madison), Maria Padilla (Washington) Konstanze (Chicago) y el Metropolitan Opera en Peter Grimes y Thais. 
En la Gran Ópera de Florida en La finta giardiniera de Mozart, como Cleopatra de Giulio Cesare, Gilda, Lakmé, Lucía y como Violetta en La traviata y Amina en La sonnambula, ambas dirigidas por Renata Scotto.
En concierto ha cantado Susanna de Las bodas de Fígaro con la Orquesta Sinfónica de Atlanta dirigida por Robert Spano, El Mesías de Händel con la Orquesta de Cleveland, la Sinfónica de San Diego, la Sinfónica de Atlanta, Nordwestdeutsche Philharmonie, South London Philharmonic Orchestra, Gibraltar Philharmonic y Opera Omaha.